# 貝克縣 (佛羅里達州)
貝克縣（英語：Baker County）是美国佛罗里达州東北部的一個縣，北鄰喬治亞州，面積1,525平方公里。根據2020年美國人口普查，共有人口28,259人。縣治麥克倫尼（Macclenny）。該縣成立於1861年2月8日，縣名紀念美利堅邦聯議會議員詹姆斯·麥克奈爾·貝克。